# Aurelio de Santos Otero
Aurelio de Santos Otero (Muñoveros, Segovia; 1927-Siegburg, Alemania; 2022) fue un filólogo, orientalista y teólogo español.
Doctor en Filología eslava y oriental, cursó estudios humanísticos en Salamanca, teológicos en Roma y filológicos en Múnich. Desarrolló la mayor parte de su actividad académica en Bonn, en la Rheinisch-Westfalische Akademie der Wissenschaften.

## Obra
La Universidad Pontificia de Salamanca le encargó la edición crítica bilingüe de los Evangelios apócrifos al español, tarea que pudo culminar felizmente publicándolos en la Editorial Católica, en la colección Biblioteca de Autores Cristianos. Primero reunió todo lo existente en el campo de los textos apócrifos superando las incompletas colecciones anteriores de Tischendorf, Peeter, E. Amann y G. Bonaccorsi. Realizó después la traducción directa de los originales, lo que, para aquellas lenguas que no dominaba, recurrió a las mejores versiones que pudo encontrar: la alemana de E. Hennecke, la inglesa de Montague Rodhes James y la francesa de F. Amiot. En lengua castellana usó la de Edmundo González-Blanco, la mejor y casi única en español hasta el momento, pero polémica porque a veces parece beber de traducciones francesas y considera evangelios apócrifos textos que los eruditos han desechado. En los textos árabes y coptos fue particularmente difícil encontrar buenas traducciones. Cada evangelio va acompañado de orientaciones exegéticas de distinto tipo para el lector y de una introducción con los problemas ecdóticos y textuales que ofrece el texto, así como de la bibliografía existente al respecto; sigue además un estudio filológico que también indaga el influjo de estos textos en la arqueología y la iconografía.